# پولک‌پوست سوندا
پولک‌پوست سوندا (نام علمی: Manis javanica) نام یک گونه از سرده پولک‌پوست است.
از این گونه به عنوان یکی از حیوانات احتمالی ذکر شده‌است که از طریق آن، بیماری کروناویروس ۲۰۱۹ ناشی از کروناویروس به انسان منتقل شده‌است.